# Aquila (Poznanski)
Aquila ist ein Psychothriller für Jugendliche von Ursula Poznanski. Er erschien erstmals 2017 im Loewe Verlag als Hardcover und war mehrere Monate in der Spiegel-Bestsellerliste für Jugendbücher vertreten. Aquila erzählt in 36 Kapiteln die Geschichte der Studentin Nika, welche einen Erinnerungsverlust von zwei Tagen hat.

## Inhalt

### Handlung
Die Protagonistin Nika Ruland verliert ihr Gedächtnis nach einer Nacht in einer Bar. Bei ihrem Aufwachsen stellt sie fest, dass sie eingeschlossen ist und sich in ihrem Badezimmer ein blutbeflecktes T-Shirt sowie eine Nachricht befindet. Gemeinsam mit ihrem Freund Lennard versucht sie die zwei Tage zu rekonstruieren, die sie vergessen hat. Bei einem kurz darauf folgenden Einbruch wird das T-Shirt gestohlen und das Zimmer ihrer Mitbewohnerin durchsucht. 
Später stehen Polizeiautos und Beamte vor ihrem Haus. Die Polizisten teilen ihr mit, dass ein Mädchen tot in den Bottini gefunden wurde. Auf den Bildern identifiziert sie die Tote mit ihrer Mitbewohnerin. Die folgenden Tage versucht sie alleine aufzuklären, was ihr in den zwei Tagen passiert ist und wer ihre Mitbewohnerin getötet hat.

### Handlungsort
Das Buch spielt in der italienischen Stadt Siena. Siena ist in 17 Contraden gegliedert. In dem Rätsel, das sie gefunden hat, gibt es zwei Bezirke, die sie nicht betreten soll, die Contraden Aquila und Leocorno. Ein weiterer Schauplatz sind die Bottini di Siena, ein historisches Tunnelsystem für die Wasserversorgung der Stadt.

## Rezensionen
Sarah Schaschek rezensierte das Buch in Die Zeit überwiegend positiv. Sie hob vor allem die Tatsache hervor, dass dort eine Protagonistin mit psychischen Störungen auftritt, hätte sich aber eine Vertiefung des Themas gewünscht.

## Ausgaben
- Aquila. Loewe Verlag, 2017, Bindlach 2017, ISBN 978-3-7855-8613-6
- Aquila. Audible Hörbuch. Gelesen von Laura Maire. Ungekürzte Ausgabe. Der Hörverlag 2017.